# Albert Berg (Maler, 1832)

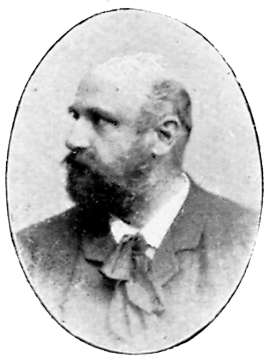
Albert Berg, Foto aus einem zeitgenössischen Lexikon

Josef Albert Soult Berg (* 19. September 1832 in Stockholm, Schweden; † 20. Januar 1916 ebenda) war ein schwedischer Landschafts- und Marinemaler der Düsseldorfer Schule.

## Leben
Berg, Sohn des Opernsängers und Komponisten Isaak Albert Berg (1803–1886) und dessen Ehefrau Carolina „Lina“ Hjortsberg (1807–1868), war von Kindheit an gehörlos. Er besuchte 1841 eine Taubstummenschule in Paris, 1848 das Manilla-Institut für Gehörlose und Blinde in Stockholm. In den Jahren 1851 bis 1853 studierte er an der Kunstakademie Stockholm Malerei. 1853 reiste er in Begleitung seiner Familie nach Düsseldorf, wo er bei dem Landschaftsmaler Andreas Achenbach Privatunterricht nahm. Danach unternahm er Studienreisen an die Küsten von Holland, Belgien und Frankreich, wo er sich Ary Scheffer anschloss und die Reise nach Italien fortsetzte. Rund zehn Jahre verbrachte er vor allem mit Studien an den Küsten von Nord- und Ostsee sowie dem Mittelmeer, ehe er 1865 nach Schweden zurückkehrte, wo er 1860 Agré der Stockholmer Akademie geworden war. 1867 heiratete er Anna Charlotta Maria Nylén (1838–1926), die Tochter des Kapitäns Pehr Gustaf Nylén. Interessiert an der Gehörlosenbildung gründete er 1868 mit Ossian Edmund Borg (1812–1892) und Fritjof Carlbom (1835–1890) einen Gehörlosen-Verein, die Döfstumsföreningen, später Stockholms Dövas Förening genannt.
Die schwedische Schriftstellerin Agneta Pleijel, mütterlicherseits eine Nachfahrin Bergs, behandelte das Leben der Sängerin Helena Sophia Petré, geborene Berg (1834–1880), und ihres Bruders, des Malers Albert Berg, in dem 2009 erschienenen Roman Syster och bror.